# Proteínas urinarias mayores

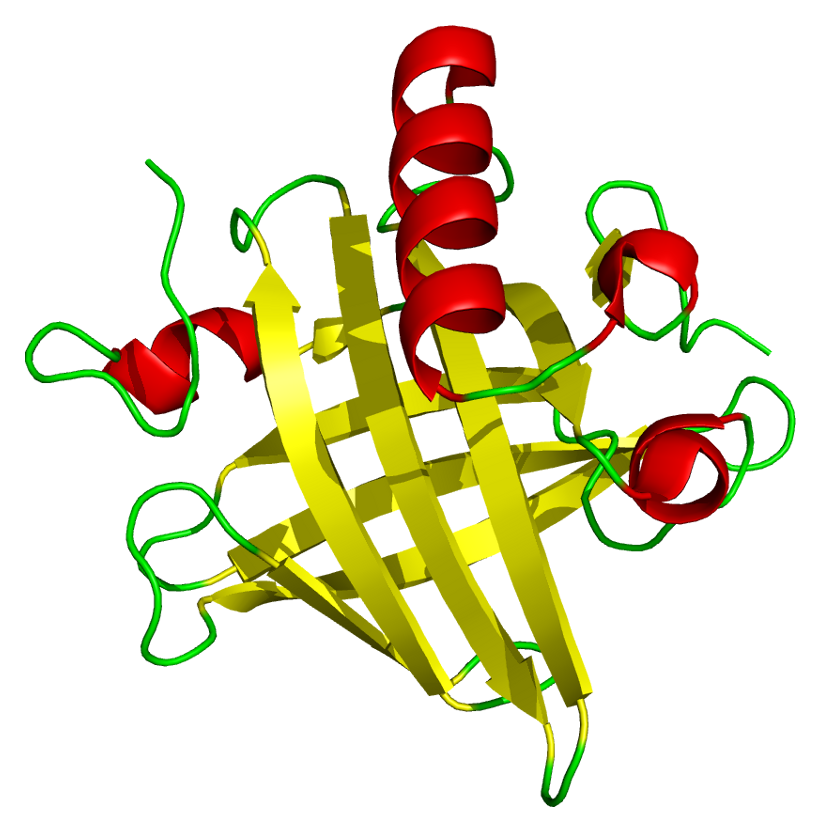
Estructura terciaria de una proteína mayor urinaria de ratón. La proteína tiene ocho láminas beta (color amarillo) agrupadas en un barril beta abierto en un extremo, con dos hélice alfa (color rojo) en los extremos amino y carboxilo

Las  proteínas urinarias mayores  ( Mups  del inglés  Mayor Urinary proteins ), también conocidas con el nombre de  α2u-globulinas , son una subfamilia de proteínas que se encuentran en abundancia en la orina y otras secreciones de muchos animales. Pertenecen a la familia de las lipocalinas. Las Mups son detectadas por otros animales a través del órgano vomeronasal. De esta manera puede obtener información específica del animal donador. Las Mups están codificadas por un grupo de genes adyacentes en un único tramo de ácido desoxirribonucleico. Las proteínas MUP tienen una forma característica de lámina beta con una hélice alfa en los extremos y cambian su conformación según el modelo de Koshland para estabilizar el enlace proteína-sustrato.
Estas proteínas fueron descubiertas en roedores en 1932 por Thomas Addis, mientras estudiaba la causa de la proteinuria. Son alérgenos humanos en potencia, en gran parte causa de muchas alergias a animales, como por ejemplo a gatos, caballos y roedores. Su función endógena es desconocida, pero se cree que puede estar implicada en la regulación del gasto energético. Sin embargo, como proteínas de secreción tienen un papel muy importante en la comunicación química entre animales, funcionando como transportadores de feromonas y estabilizadores en roedores y cerdos. Las proteínas urinarias mayores también pueden actuar como feromonas por ellas mismas pudiendo promover comportamientos como la agresividad entre ratones machos o atracción sexual hacía los machos en las hembras. Las Mups también pueden funcionar como señales entre diferentes especies: ante las Mups producidas por los depredadores naturales de los ratones, como los gatos, muestran comportamientos estereotipados de miedo.

## Estudios realizados

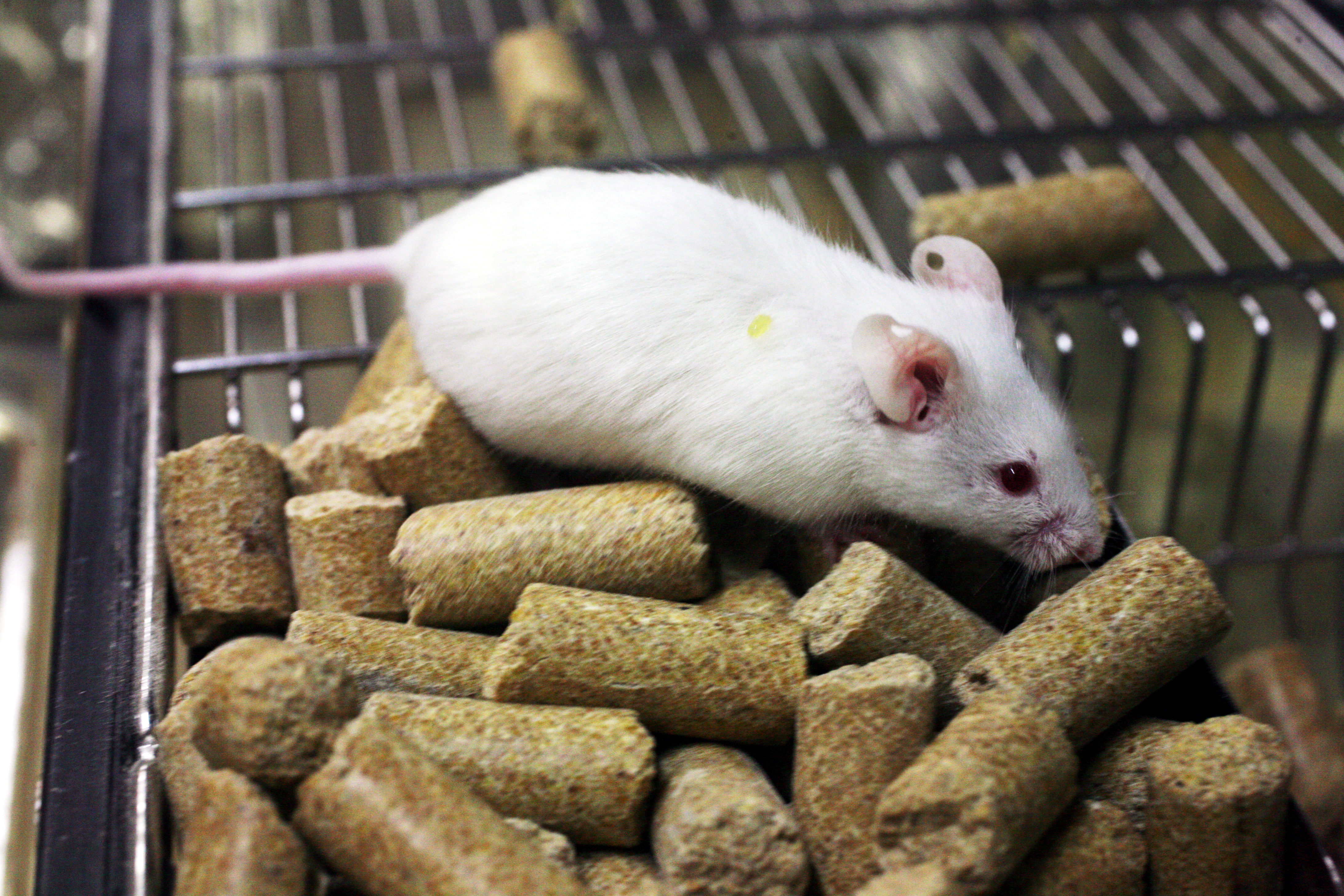
Las Mups los ratones de laboratorio no presentan variabilidad

Los humanos que gozan de buena salud prácticamente no excretan proteínas en la orina. Esto implica que desde 1827 médicos y científicos se hayan interesado en la proteinuria, el exceso de proteínas en la orina de los humanos, como indicador de enfermedades renales. Para entender mejor la etiología de la proteinuria, se realizaron estudios en animales de laboratorio. Entre 1932 y 1933, algunos científicos, incluyendo Thomas Addis, simultáneamente y de manera independiente descubrieron que algunos roedores sanos presentaban proteínas en su orina.
Sin embargo, no fue hasta la década de 1960 que las Mups los ratones y ratas fueron descritas con detalle: se encontró que las proteínas eran principalmente sintetizadas en el hígado de los machos y secretadas, en grandes cantidades (miligramos por día), por vía renal en la orina.
Desde que fueron bautizadas, se ha descubierto que son sintetizadas en otras glándulas que secretan productos directamente al medio externo, como las glándula lagrimales, la parótida, glándulas salivares, glándulas mamarias o desde la glándula precucial. Algunas especies, como gatos y cerdos, presentan muy poca cantidad de Mups en la orina, mientras que se encuentran una gran cantidad en la saliva. A veces el término Mups urinarias (uMups) se utiliza para distinguir las Mups que se pueden encontrar en la orina de aquellas que se encuentran en otros tejidos.

## Genes codificadores de Mups

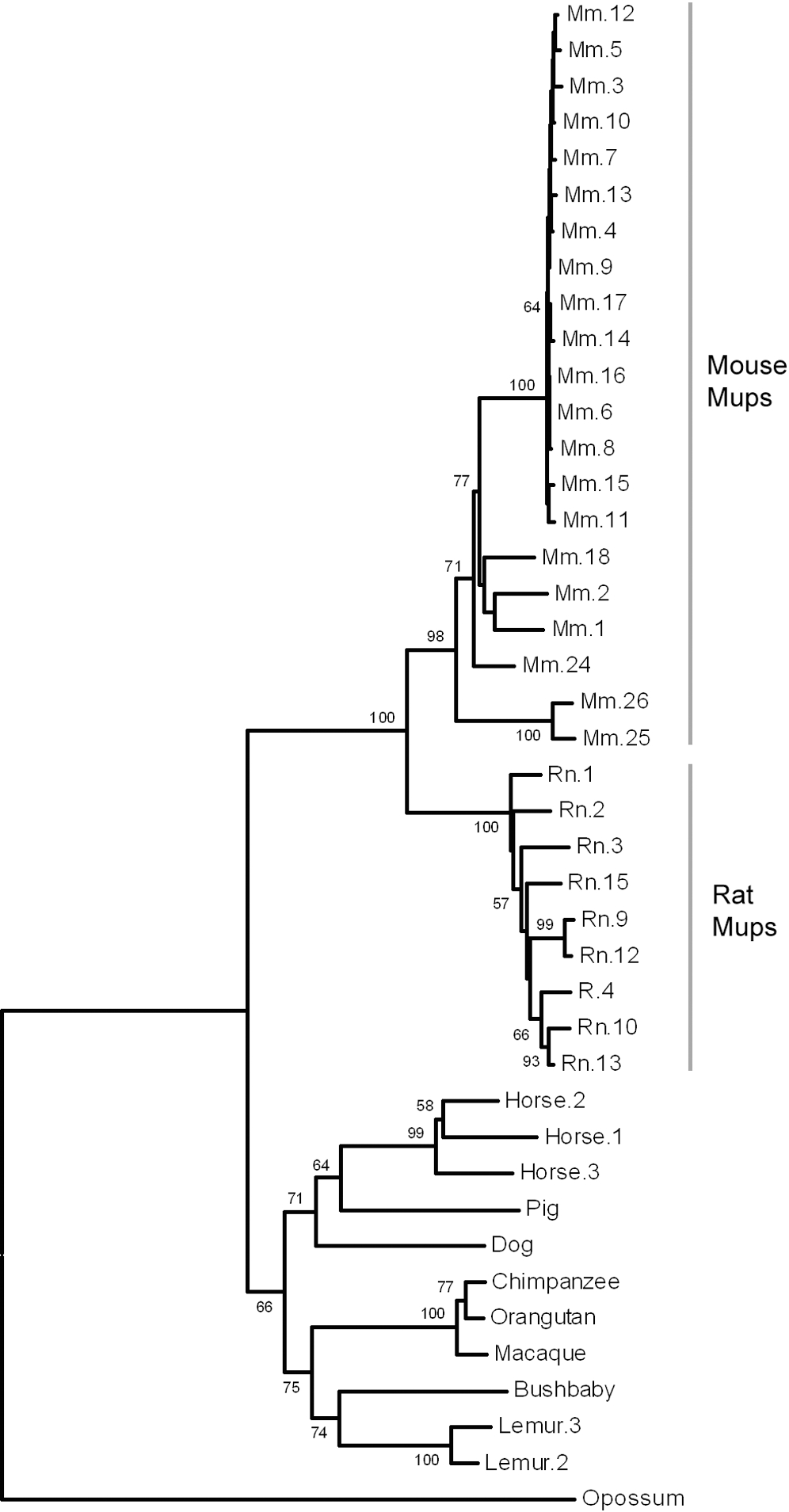
Filogenia de las secuencias codificadoras de Mups en mamíferos

Entre 1979 y 1981, se estimó que las Mups eran codificadas por una familia de entre 15 y 35 genes en ratones y por unos 20 genes en las ratas. En 2008, analizando la secuencia de DNA de todo el genoma de un abanico de especies, se determinó un número más preciso de genes codificadores de Mups.

### Roedores
El genoma de referencia de ratón tiene al menos 21 genes codificadores de MUP diferentes, además de 21 pseudogenes (versiones completas o parciales de genes que presentan diversas mutaciones como adiciones, sustituciones por tripletes de stop o duplicaciones incompletas). Están agrupados uno al lado del otro a lo largo de 1,92 megabases de ADN del cromosoma 4. Los 21 genes funcionales han sido divididos en dos subclases según la semejanza de posición y secuencia: 6 genes periféricos de Clase A y 15 centrales de Clase B. La clase B es un grupo de genes formado por la duplicación de secuencias de genes de clase A. Ya que todos los genes de Clase B son casi idénticos, los investigadores han concluido que estas duplicaciones son bastante recientes en la historia evolutiva del ratón. De hecho, la estructura repetitiva de estos genes centrales conlleva una mayor inestabilidad y pueden variar en número entre los roedores silvestres. Los genes codificadores de Mups de Clase A presentan más diferencias entre ellos y, por tanto, tienden a ser más estables y antiguos evolutivamente. Sin embargo, las diferencias funcionales entre los dos grupos se desconocen. La similitud entre los genes hace que sea difícil de estudiar utilizando la tecnología actual de secuenciación de DNA. Por consiguiente, el grupo de genes que codifica para las proteínas urinarias mayores es una de las pocas partes del genoma de ratón con lagunas.
La orina de rata contiene proteínas urinarias homólogas, aunque originariamente se les llamó α2u-globulinas. Desde entonces se han conocido como Mups de rata. Las ratas tienen 9 genes codificadores de Mups diferentes y 13 pseudogenes agrupados a lo largo de una megabase de ADN en el cromosoma 5. Como en el caso de los ratones, la agrupación está formada por varias duplicaciones. Sin embargo, la duplicación se produjo independientemente de la de los ratones, de manera que las dos especies de roedores ampliaron su familia de genes codificadores de Mups por separado, pero al mismo tiempo.

### No roedores
La mayoría de mamíferos estudiados tienen un único gen codificador de Mups, como es el caso del cerdo, la vaca, el gato, el perro, el galaga, los macacos, los chimpancés y los orangutanes. Algunos, sin embargo, tienen varios: los caballos tienen tres y los lémures grises tienen al menos dos. Parece que esta familia de genes podría ser específica de mamíferos placentarios. Los humanos son los únicos integrantes de este grupo que parecen no tener ningún gen codificador de Mups activo. En vez de eso, tienen un único pseudogén que presenta una mutación que evita que se eliminen sus intrones, haciendo que no sea funcional.

## Funciones

### Transporte de proteínas
Las proteínas urinarias mayores pertenecen a la amplia familia de proteínas de bajo peso molecular (≈19 kDa) conocidas como lipocalinas. Tienen una estructura característica de 8 láminas beta organizadas en una estructura en forma de barril abierto por una cara, con una estructura de alfa hélice en ambos extremos. Como consecuencia, integran una estructura en forma de guante característica, que permite a la proteína unirse a pequeñas moléculas orgánicas con alta afinidad. Algunos ejemplos de Mups serían 2-sec-butil-4,5-dihidrotiazol (abreviado como SBT o DHT), 6-hidroxi-6-metil-3-heptanona (HMH) y 2,3-dihidro-exo-brevicomina (DHB), todas sintetizadas por ratones. Para todas estas uMups se ha demostrado que actúan como feromonas que desencadenan una respuesta innata en otro individuo de la misma especie.
También se ha demostrado que las Mups de ratón funcionan como estabilizadores de feromonas, proporcionando un mecanismo lento de liberación que aumenta la potencia de feromonas volátiles en las marcas de olor de los machos. Dado la diversidad de Mups en roedores, inicialmente se creía que las diferentes Mups podían tener diferente conformación y, por tanto, presentar especificidad para diferentes feromonas. Se ha visto que todas las Mups presentan una parte constante y una parte variable. Sin embargo, estudios más detallados han demostrado que estas regiones, que varían según la MUP, están localizadas en la superficie de la proteína y tendrían una baja importancia en la unión del ligando.
Las Mups de las ratas se unen a pequeñas sustancias químicas. El ligando más común es el 1-Chlorodecano, seguido del 2-metil-N-fenil-2-propenamida, hexadecano y el 2,6,11-trimetil decano con menos importancia. Las Mups de las ratas también se unen al limoneno-1,2-epoxi, dando lugar a una enfermedad que afecta al riñón del huésped llamada nefropatía de gota hialina que puede derivar en cáncer. Otras especies no desarrollan este trastorno porque sus Mups no se unen a esta partícula. Por consiguiente, cuando se modificaron ratones genéticamente para sintetizar las Mups características de las ratas, sus riñones desarrollaron la enfermedad.

### Feromonas

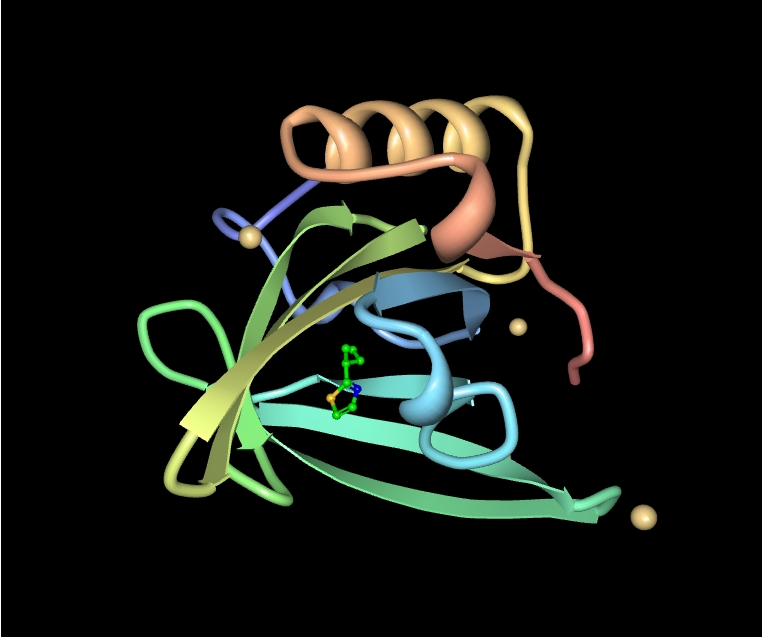
feromonas de ratón :2-seco-butyl-4 ,5-dihydrothiazole (SBT)

Los estudios han intentado encontrar la función precisa de las Mups en la comunicación por feromonas. Una MUP encontrada en cerdos, llamada lipocalina salivar (SAL), se sintetiza en la glándula salivar de los machos, donde se une fuertemente a la androsterona y el androstenol, feromonas que inducen a las hembras a adoptar la postura de apareamiento.
Además, se ha demostrado que las proteínas urinarias mayores promueven la pubertad y aceleran el ciclo de celo de las hembras de ratón, así como los efectos de Vandenbergh y Whitten. No obstante, en ambos casos las Mups eran presentadas en las hembras disueltas en la orina de los machos, por lo que se creyó que la proteína requería algún tipo de medio urinario para funcionar. En 2007, se logró que bacterias transgénicos sintetizaran Mups que se suelen encontrar en la orina de ratones, de modo que al ser creadas sintéticamente estaban desprovistas de los ligandos a los que se unen normalmente. Estas Mups sin ligando eran suficientes para promover un comportamiento agresivo en machos de ratones, incluso en ausencia de orina. Además, las Mups purificadas activaban las neuronas sensoriales olfativas del órgano vomeronasal (VNO), un subsistema olfativo que detectar feromonas mediante receptores sensoriales específicos. Todos estos factores demuestran que las proteínas urinarias mayores pueden actuar como feromonas por sí mismas, independientemente de estar unidas a su ligando.
En cuanto a la agresividad entre machos, los ratones machos adultos secretan muchas más Mups en la orina que las hembras, las crías o los ratones machos castrados. El mecanismo preciso que regula esta diferencia entre sexos es complejo, pero al menos tres hormonas - testosterona, hormonas del crecimiento y tiroxina - están implicadas en la producción de Mups en ratones.
La orina de los ratones comunes silvestres contiene varias combinaciones de proteínas (de 4 a 7 MUP diferentes por ratón). Algunas cepas puras de ratón de laboratorio, como Balb/cy C57BL/6, también tienen diferentes proteínas en su orina. Sin embargo, a diferencia de los ratones silvestres, diferentes individuos de la misma cepa expresan el mismo patrón de proteínas, fruto de muchas generaciones de endogamia.
Una MUP inusual dependiente de testosterona llamada Darcina, presenta menos variedad que el resto: es producida constantemente por una alta proporción de ratones machos silvestres y casi nunca se encuentra en la orina de las hembras. Cuando fue purificada y utilizada en pruebas de comportamiento animal, se observó que atraía a los ratones hembra. El nombre de Darcina es una referencia cómica a Fitzwilliam Darcy, el héroe romántico de "Orgullo y prejuicio". Otras Mups fueron probadas pero no tenían las mismas propiedades atractivas, sugiriendo que las Mups específicas de los machos actúan como feromonas sexuales.
En general, los complejos patrones de las Mups tienen el potencial de proporcionar una amplia información del animal donador, como el género, la fertilidad, la jerarquía social, la edad, la diversidad genética o el parentesco. Los ratones silvestres, a diferencia de aquellos ratones de laboratorio genéticamente idénticos, es decir, con el mismo patrón de Mups, presentan patrones individuales de expresión de Mups en su orina que actúan como un código de barras único que permite identificar al propietario de esta marca de olor.

### Kairomonas
Además de servir como señales sociales entre miembros de la misma especie, las Mups pueden actuar de kairomonas - señales químicas que transmiten información entre especies.
Los ratones desarrollan un miedo instintivo ante el olor de sus depredadores naturales, incluyendo gatos y ratas. Esto sucede incluso en los ratones de laboratorio, que han sido aislados de los depredadores durante cientos de generaciones. Cuando las señales químicas responsables de la respuesta de miedo fueron aisladas de la saliva de gato y la orina de rata, se identificaron dos señales proteicas homólogas: Fel d 4 (Felis domesticus alergias 4), la expresión del gen codificador de MUP en gatos, y Rat n 1 (Rattus norvegicus alergias 1), la expresión del gen codificador de Mup13 en ratas. Los ratones presentan una respuesta de miedo a estas kairomonas incluso aisladas de otros estímulos, pero aquellos ratones mutantes incapaces de detectar estas Mups no tienen miedo a las ratas, demostrando así su importancia en el desencadenamiento de una respuesta de miedo.
No se sabe exactamente como las Mups de diferentes especies inician comportamientos dispares en un individuo. Sin embargo, se conoce que las Mups de los ratones donantes y las de sus depredadores activan patrones únicos de neuronas sensoriales en la nariz de los receptores, lo que implica que el ratón las perciba diferente mediante otros circuitos neuronales. Los receptores de feromonas responsables de la detección de las Mups son también desconocidos, pero se cree que son miembros del receptor de clase V2R.

### Alérgenos
Junto con otros miembros de la familia de las proteínas lipocalines, las proteínas urinarias mayores pueden ser potentes alérgenos por los humanos. La razón de esto se desconoce, pero una posible explicación es el mimetismo molecular entre las Mups y las lipocalinas humanas estructuralmente similares.
La proteína que resulta de la expresión del gen MUP 17 de los ratones, conocida como Mus m 1, AG1 o MA1, es la responsable de muchas de las propiedades alergénicas de la orina de los ratones. La proteína es extremadamente estable en el entorno; se ha encontrado que el 95% de viviendas del centro urbano y el 82% de todos los tipos de casas de Estados Unidos tienen niveles detectables de proteína en al menos una habitación. De manera similar, Rat n 1 es un alérgeno humano conocido. Un estudio americano reportó su presencia en el 33% de las viviendas del centro urbano, además un 21% de los ocupantes presentaban sensibilidad al alérgeno. La exposición y sensibilización a las proteínas MUP de los roedores se considera un factor de riesgo para niños asmáticos y es la principal causa de alergia a los animales de laboratorio (LAA). Un estudio concluyó que dos tercios de los trabajadores de un laboratorio que habían desarrollado reacciones asmáticas debido a los animales tenían anticuerpos contra la Rat n 1.
Los genes que codifican para Mups en otros mamíferos también codifican para proteínas alergénicas. Un ejemplo es el Fel d 4, que es principalmente producido en la glándula salivar submandibular del gato y se deposita en la caspa cuando éste se lame el pelo. Un estudio ha encontrado que el 63% de las personas alérgicas a los gatos tienen anticuerpos contra la proteína. Hay más anticuerpos contra el Fel d 4 que contra el Fel d 1, otro tipo de alérgeno de gato. Del mismo modo, Equ c 1 (Equus caballus alergias 1) es la proteína sintetizada a partir del gen de MUP de caballo en el hígado, y las glándulas salivares sublingual y submaxilar. El 80% de las personas que están expuestos repetidamente a alérgenos de caballo presentan anticuerpos contra esta proteína.

### Metabolismo
Mientras que la detección de las Mups excretadas por otros animales ha sido bien estudiada, el papel funcional en el propio animal que la produce es menos claro.
Sin embargo, en 2009 se observó que las Mups estaban asociadas a la regulación del gasto energético en ratones. Los científicos encontraron que los ratones con obesidad y diabetes inducidas genéticamente producían treinta veces menos ARN MUP que aquellos sanos. Cuando inyectaban proteínas MUP directamente al torrente sanguíneo de los ratones, observaron un aumento en el gasto energético, actividad física y temperatura corporal, con una correspondiente disminución de la intolerancia a la glucosa y resistencia a la insulina. Propusieron que los efectos beneficiosos de las Mups en el metabolismo energético tienen lugar mediante la mejora de la función mitocondrial en el músculo esquelético. Un estudio encontró que las Mups se redujeron en los ratones obesos. En este caso, la presencia de Mups en el torrente sanguíneo de los ratones restringe la producción de glucosa por la directa inhibición de la expresión de los genes en el hígado.